# Alocodon
Genre
Espèce
Alocodon (a-LOK-o-don; alox grec et odon signifiant "Dent sillonnée'') est un genre de dinosaure ornithischien du Jurassique moyen et tardif de ce qui est maintenant le Portugal et peut-être aussi l'Angleterre. Il a été décrit en 1975 par Richard Anthony Thulborn. Il avait de petites dents semblables à celles des ornithopodes avec des sillons verticaux. Cet animal n'est connu que par ces dents et est généralement considéré comme un nomen dubium (Godefroit and Knoll (2003) et Norman et al. (2004),). 
L'espèce type est Alocodon kuehnei, l'épithète spécifique honorant le paléontologue allemand Georg Kühne . L'holotype est LPFU P X 2. 
Bien qu'au début il ait été considéré par Thulborn comme un membre des Fabrosauridae et par Peter Galton comme un hypsilophodontide (ainsi que par Carvalho 2020), Paul Sereno (1991) a classé A. kuehnei comme Ornithischia incertae sedis. D'autres études indiquent que cette espèce est probablement un thyréophore.